# Eumenius
Eumenius (260 körül – 311 körül) késő ókori latin költő.
A latin panegyristák egyike, a retorika tanítója, a császári udvarnál magister memoriae tisztséget viselt. Nagy Konstantin császár szülővárosában, Augustodunumban (ma Autun) rábízta a scholae Maenianae vezetését. Itt az iskolák ujjászervezésében Eumenius nagy érdemeket szerzett. Négy beszédje maradt fenn, ezekben azt az ízetlen hízelgést nem találjuk meg olyan mértékben, mint a többi panegyrsitánál. A beszédek a következők:
- A pro instaurandius scholis (297)
- Constantinusról egy panegyricus;
- ugyancsak Constantinusnak szól egy gratiarum actio és
- egy másik panegyricus